# 沙羅伊特山
47°19′12″N 11°17′06″E / 47.32000°N 11.28500°E

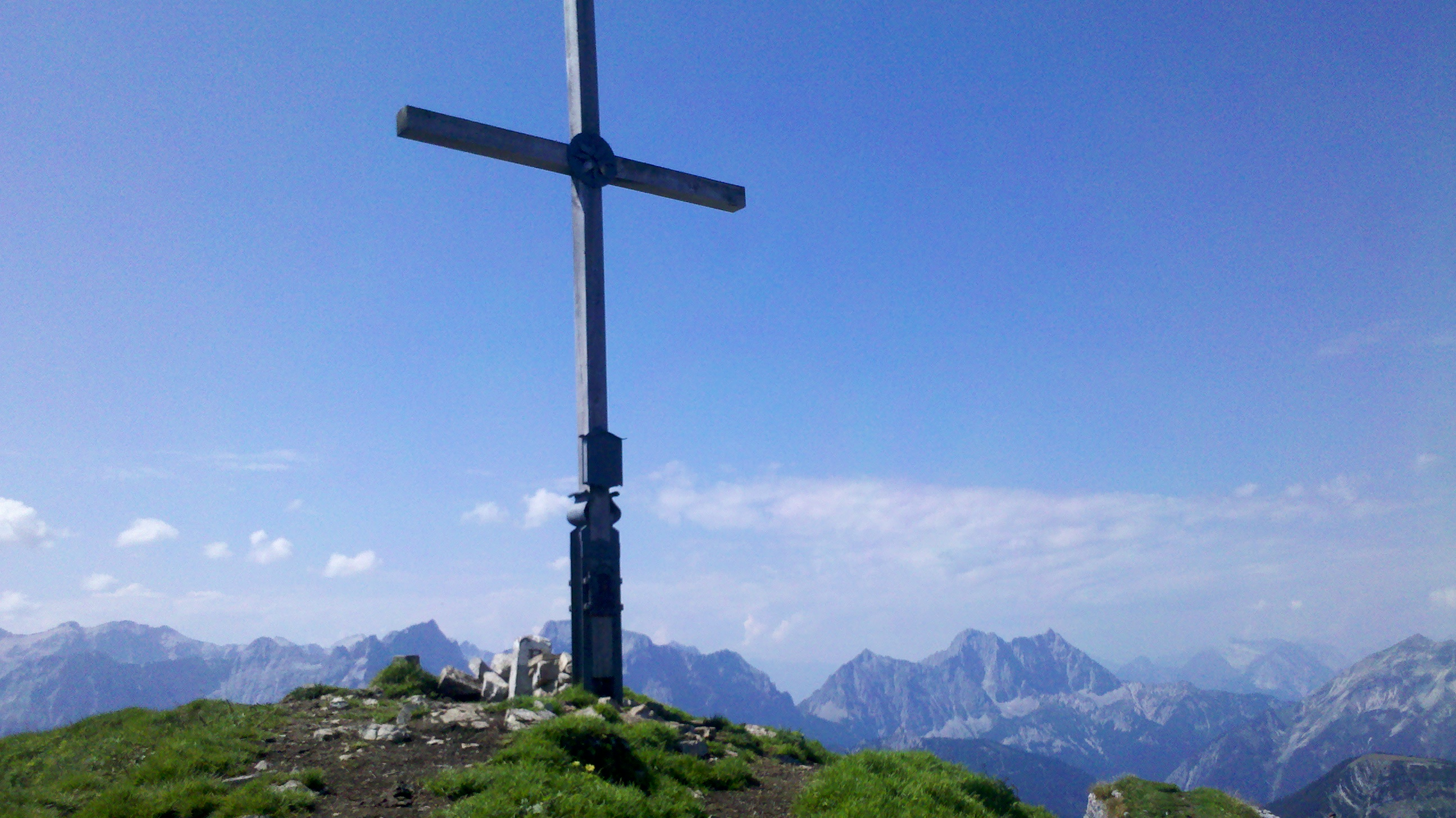

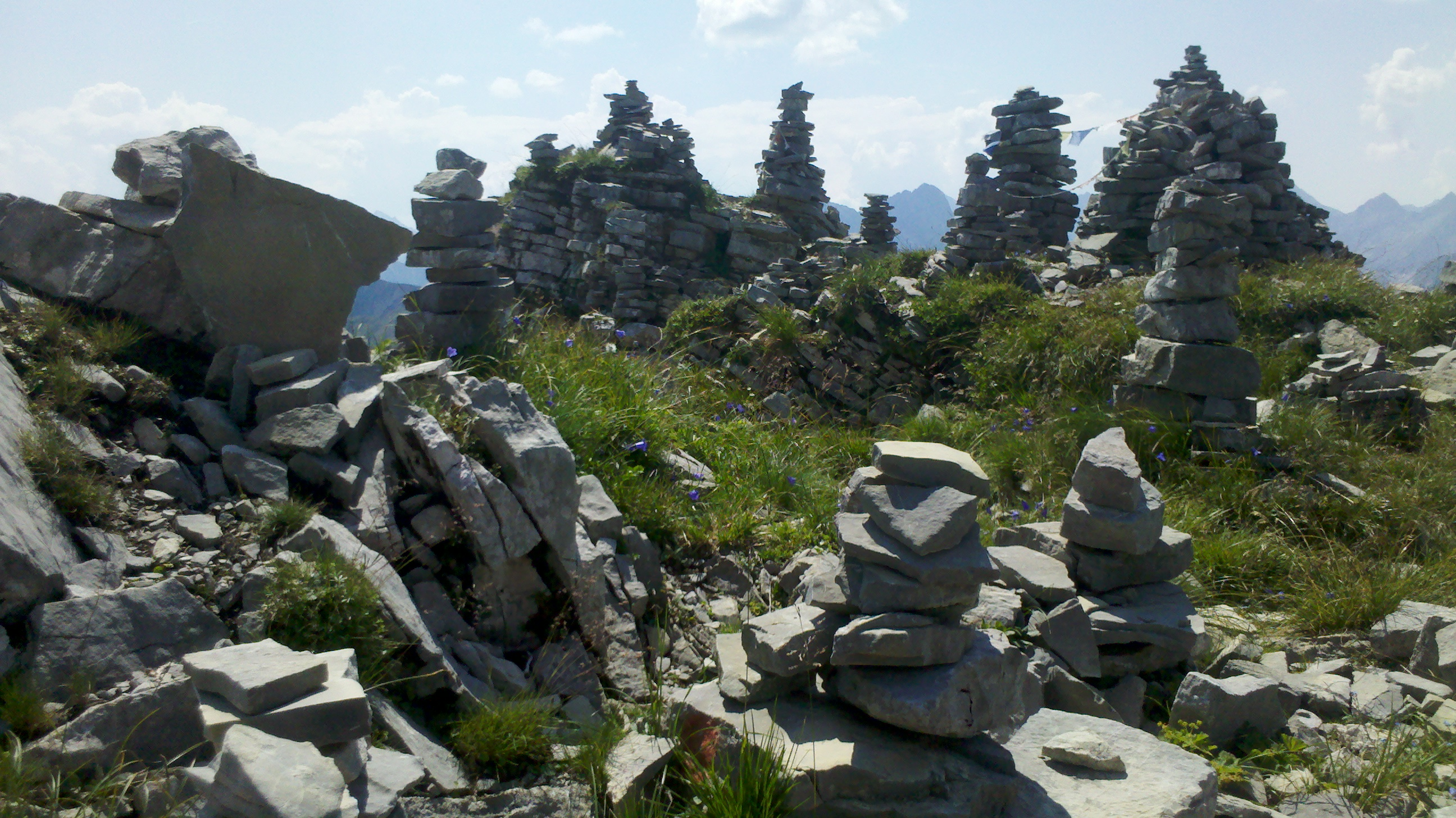

沙羅伊特山（德語：Schafreuter），是中歐的山峰，位於德國和奧地利接壤的邊境，屬於卡爾文德爾山脈的一部分，海拔高度2,102米，每年平均降雨量1,806毫米。